# Thestor compassbergae
Thestor compassbergae är en fjärilsart som beskrevs av Quickelberge och Mcmaster 1970. Thestor compassbergae ingår i släktet Thestor och familjen juvelvingar. IUCN kategoriserar arten globalt som sårbar. Inga underarter finns listade i Catalogue of Life.